# Taishō-Zeit
Die Taishō-Zeit (jap. 大正時代 Taishō-jidai) bezeichnet die Amtszeit des Tennō Yoshihito im Zeitraum vom 30. Juli 1912 bis zum 25. Dezember 1926 der Geschichte Japans. Taishō (大正, Ligatur: ㍽) ist dabei die Regierungsdevise (Nengō) Yoshihitos.
Sie war gekennzeichnet durch einen schwachen, kranken Herrscher, der nicht mehr die Vitalität besaß, um das Land zusammenzuhalten. So mussten die Traditionalisten und oligarchisch agierenden Beamten die Macht den demokratischen Parteien überlassen. Daher ist diese Zeit auch als Taishō-Demokratie in Japan bekannt. Sie unterscheidet sich dadurch auch von der vorangehenden reformorientierten Meiji-Zeit und der auf die Taisho-Zeit folgenden militaristischen Shōwa-Zeit.

## Etymologie
Der Begriff Taishō wurde dem klassischen chinesischen Werk I Ging entlehnt. Dort findet sich in der Beschreibung des 19. Hexagramms lín folgender Satz 大亨以正，天之道也 (jap. Kanbun: 大亨は以って正天の道なり) mit der Bedeutung „großer und reibungsloser Fortschritt mit Gerechtigkeit – das ist der Weg des Himmels“, so dass Taishō („große Gerechtigkeit“) ausdrückt, dass eine gerechte Regierung, die auf die Zustimmung des Volkes setzt, angestrebt wird.

## Das Erbe der Meiji-Zeit
Der Meiji-Kaiser verstarb am 30. Juli 1912, und Kronprinz Yoshihito folgte auf den Thron unter der Regierungsdevise Taisho. Die Endzeit der Meiji-Periode war gekennzeichnet durch massive Regierungsausgaben in Übersee-Investments und Verteidigungsprogramme. Hauptbelastung für die Staatskasse waren Militärausgaben von rund 30 % des Staatshaushalts, der Russisch-Japanische Krieg von 1904/05 und der Aufbau eines Kolonialreichs, das bereits Korea und Taiwan umfasste. Die Staatskasse war leer und es fehlte an Devisen, um die Auslandsschulden zu begleichen.
Wie in der Meiji-Ära wurde Japan weiter von der westlichen Kultur beeinflusst. Kobayashi Kiyochika (1847–1915) übernahm westliche Maltechniken, arbeitete aber auch weiter an traditionellen japanischen Farbholzschnitten (ukiyo-e). Okakura Tenshin (1862–1913) hielt das Interesse an traditionellen japanischen Maltechniken aufrecht. Die Autoren Mori Ogai (1862–1922) und Natsume Soseki (1867–1916) studierten im Westen und brachten so den Einfluss europäischer Literatur und den westlichen Humanismus nach Japan.
Die Meiji-Restauration gab auch neue intellektuelle Impulse. Beeinflusst durch amerikanische Gewerkschafter wuchs auch in Japan Interesse an sozialistischem Gedankengut. Durch die Industrialisierung entstand auch in Japan ein Proletariat, obwohl noch 80 % der Bevölkerung auf dem Land und von der Landwirtschaft lebten. Unter den Intellektuellen bildete sich eine linke Bewegung, die Ideale wie allgemeines Wahlrecht (der Männer), soziale Wohlfahrt, Arbeiterrechte und gewaltlosen Protest hochhielt. Die Unterdrückung der Bewegung durch die Regierung und der Einfluss anarchistischer Denker wie Kropotkin aber führte zu einer Radikalisierung der Bewegung. Die Sozialistische Partei Japans (日本社会党, Nihon shakaitō) wurde ein Jahr nach ihrer Gründung 1906 wieder aufgelöst, die sozialistische Bewegung konnte sich in Japan nicht durchsetzen. Die radikale Linke hatte jedoch einen bedeutenden Einfluss auf junge chinesische Studenten in Tokio, und so wurde die Stadt zur Keimzelle der revolutionären Bewegung in China.

## Ereignisse
Der Beginn der Taisho-Periode wurde markiert durch eine politische Krise, die die bisherige Politik des Kompromisses unterbrach. Als Saionji Kimmochi versuchte, den Militärhaushalt zu kürzen, trat der Armeeminister zurück, wodurch das durch die Seiyūkai gebildete Kabinett gestürzt wurde. Sowohl Yamagata als auch Saionji weigerten sich, ihr Amt weiter auszuüben, und es gelang den Genrōs nicht, eine Lösung zu finden. Öffentliche Bestürzung über die militärische Einmischung in der Politik und die Einsetzung von Katsura Tarō für eine dritte Amtszeit verstärkten die Forderungen nach einem Ende der Politik durch die Genro. Gegen den Widerstand der alten Garde gründeten konservative Kräfte 1913 eine eigene Partei, die Rikken Dōshikai, eine Partei, die bei den Wahlen im darauffolgenden Jahr die Mehrheit gegen die Seiyokai gewann.
Am 12. Februar 1913 folgte Yamamoto Gonnohyōe (1852–1933) Katsura auf dem Posten als Premierminister. Er trat nach einer Bestechungsaffäre, bekannt als Siemens-Skandal, zurück. Im April 1914 ersetzte Ōkuma Shigenobu Yamamoto. Im weiteren Verlauf des Jahres erklärte die Regierung Ōkuma dem deutschen Reich den Krieg und trat damit auf der Seite der Entente in den Ersten Weltkrieg ein. 1915 entwarfen Ōkuma und Katō Takaaki die Einundzwanzig Forderungen an China, die Japan die Vorherrschaft über das Land sichern sollten. Bei der Pariser Friedenskonferenz 1919 wurden die deutschen Kolonien in Shandong an Japan abgetreten. Der Versuch Japans, in Sibirien Fuß zu fassen, scheiterte 1922 endgültig.
Der Kronprinz Hirohito hatte aufgrund der Krankheit seines Vaters faktisch bereits seit 1921 die Regentschaft inne. Mit dessen Tod am 25. Dezember 1926 wurde Hirohito dann 124. Kaiser. Die neue Ära Shōwa (Erleuchteter Friede) wurde proklamiert. Am 10. November 1928 wurde er im Kaiserpalast Kyōto gekrönt.
Insgesamt verschob sich in der Taisho-Periode  die Macht vom Tennō und seinen Vertrauten, den Genrō, auf das Parlament und die neu gegründeten Parteien. Der Äraname diente so auch als Namensgeber für Ereignisse, die während dieser Zeit stattgefunden hatten.
Man bezeichnet mit Taishō-Demokratie üblicherweise die Zeit (1905–31), in der japanische Kabinette Mitglieder aus politischen Parteien hatten. Im buddhistischen Kontext bezieht sich Taishō auf die Druckausgabe des kompletten sino-japanischen Kanons, die oft als „T.“ vor der Fundstellennummer abgekürzt wird.

## Umrechnung in den Gregorianischen Kalender
| Taishō-Jahr              | 1    | 2    | 3    | 4    | 5    | 6    | 7    | 8    | 9    | 10   | 11   | 12   | 13   | 14   | 15   |
| ------------------------ | ---- | ---- | ---- | ---- | ---- | ---- | ---- | ---- | ---- | ---- | ---- | ---- | ---- | ---- | ---- |
| Gregorianischer Kalender | 1912 | 1913 | 1914 | 1915 | 1916 | 1917 | 1918 | 1919 | 1920 | 1921 | 1922 | 1923 | 1924 | 1925 | 1926 |